# Dimitar Tashev
Dimitar Tashev (8 de septiembre de 2002) es un deportista de Bulgaria que compite en atletismo. Ganó una medalla de plata en el Campeonato Europeo de Atletismo Sub-20 de 2021, en la prueba de triple salto.